# Rodtang Jitmuangnon
Rodtang Jitmuangnon (en tailandés: รถถัง จิตรเมืองนนท์; nacido el 23 de julio de 1997) es un luchador de Muay Thai tailandés que actualmente compite en la categoría de peso mosca de ONE Championship, donde es el actual Campeón Mundial de Muay Thai de Peso Mosca de ONE. Rodtang también ha sido Campeón de 130 libras de Omnoi Stadium y Campeón de 125 libras de MAX Muay Thai.
Desde diciembre de 2020, The Nation lo considera el mejor luchador de Muay Thai libra por libra del mundo.

## Biografía
Rodtang tuvo su primera pelea de Muay Thai a la edad de 8 años para ganar dinero y ayudar a su familia. A los 14, se mudó a Bangkok para unirse al gimnasio Jitmuangnon.
El 2 de enero de 2016, Rodtang ganó su primer título de Muay Thai cuando derrotó a Petchprakan Kor. Klanbut por decisión para reclamar el Campeonato MAX Muay Thai de 125 libras. El 6 de febrero de 2016, defendió con éxito su cinturón de título MAX 125 lb contra Petchprakan, ganando por decisión una vez más.
El 29 de julio de 2017, derrotó a Chai Sor Jor Toypadriew para ganar el título vacante de 130 libras del Omnoi Stadium. Rodtang retuvo el título el 28 de abril de 2018 al derrotar a Phetnamngam Aor Kwanmuang.
El 16 de junio de 2018, Rodtang enfrentó a la superestrella japonesa del kickboxing Tenshin Nasukawa bajo las reglas del kickboxing en Rise 125 en Tokio, la pelea fue muy emocionante y disputada. Los jueces dieron un empate después de 5 rondas y se tuvo que pelear una ronda extra, Rodtang perdió esa ronda y la pelea, pero algunos observadores pensaron que había hecho lo suficiente para obtener la victoria antes de eso.
En agosto de 2018, Rodtang enfrentó a Chorfah Tor Sangtiennoi. Esta pelea luego sería elegida como la Mejor Pelea del Año del Estadio Rajadamnern.
A lo largo de 2017 y 2018, Rodtang tuvo una racha ganadora de 10 peleas en los estadios que culminó en una pelea contra Rungkit Morbeskamala por el título vacante de 130 libras de Rajadamnern. Rodtang perdió por decisión.
El 16 de agosto de 2019, Rodtang enfrentó a Saeksan Or. Kwanmuang en la provincia de Songkhla, la pelea se consideró decepcionante teniendo en cuenta el estilo de lucha de los dos participantes. La revancha un mes después fue la guerra de ida y vuelta que esperaban los fanáticos y recibió el premio a la Pelea del año en el Estadio Rajadamnern.
El 31 de enero de 2020, Rodtang enfrentó a Yodlekpet Or. Pitisak en la tarjeta de Muay Thai más grande del año en Phuket. A pesar de una diferencia de tamaño y una apuesta adicional de 1 millón de baht del campamento Teeded99 en juego, Rodtang dominó a su oponente y ganó una clara decisión contra posiblemente uno de sus mejores oponentes hasta el momento.
Rodtang sufrió su primera derrota desde el 25 de octubre de 2018 contra Kaonar P.K.SaenchaiMuaythaiGym en el estadio Rajadamnern el 27 de febrero de 2020.
Pudo vengar su derrota ante Kaonar en una revancha en el evento R1 UFA celebrado en el World Siam Stadium el 5 de octubre de 2020, ganando por decisión en cinco asaltos.
El 24 de noviembre de 2020, el fundador de Yokkao, Philip Villa, anunció en Instagram que Rodtang firmó un contrato de patrocinio de tres años con la marca de Muay Thai. Su compañero de campamento, Nuenglanlek Jitmuangnon, también firmó un contrato de patrocinio de tres años con la marca.

### ONE Championship
Después de firmar con ONE Championship, Rodtang hizo su debut en ONE Super Series contra Sergio Wielzen el 22 de septiembre de 2018 en ONE Championship: Conquest of Heroes en Yakarta. Derrotó a Wielzen por decisión unánime.

#### Campeonato Mundial de Muay Thai de Peso Mosca de ONE
El 2 de agosto de 2019 en ONE Championship: Dawn of Heroes en Manila, Rodtang enfrentó a Jonathan Haggerty por el Campeonato Mundial de Muay Thai de Peso Mosca de ONE después de que Haggerty lo desafió previamente en ONE Championship: For Honor. Después de un comienzo lento de la pelea, Rodtang derribó a Haggerty en el cuarto asalto, ganando la pelea y el título por decisión unánime. En su primera defensa del título, Rodtang derrotó a Walter Goncalves por decisión dividida en ONE Championship: Century el 13 de octubre de 2019.
Rodtang luego hizo su segunda defensa de su título en una revancha contra Jonathan Haggerty en ONE Championship: A New Tomorrow el 10 de enero de 2020. En una pelea en la que derribó a Haggerty un total de 4 veces, incluido un golpe al hígado en el primer asalto, Rodtang retuvo su título de muay thai de peso mosca de ONE con una victoria por nocaut técnico en el tercer asalto después de entregar 3 knockdowns en ese mismo asalto.
Rodtang enfrentó a Petchdam Petchyindee Academy por tercera vez el 31 de julio de 2020, en ONE Championship: No Surrender. Rodtang ganó la pelea por decisión mayoritaria.
El 5 de octubre de 2020, Rodtang enfrentó a Kaonar PKSaenchaiMuaythaiGym en una revancha que se organizó para recaudar dinero para obras de caridad. Rodtang ganó la pelea por decisión unánime.
Como luchador titular de muay thai, Rodtang estaba programado para hacer su debut en kickboxing contra Alejandro Rivas en ONE Championship: Fists Of Fury el 26 de febrero de 2021. Más tarde, Rivas fue reemplazado por Tagir Khalilov, a quien Rodtang venció por decisión dividida.
Se esperaba que enfrentara a Jacob Smith en ONE en TNT 1, el 7 de abril de 2021. Sin embargo, Smith luego fue retirado de la pelea y reemplazado por Daniel Williams. Rodtang derrotó a Williams por decisión unánime.

#### Pelea de Reglas Especiales
El 15 de septiembre de 2021, se anunció que Rodtang enfrentaría al ex-campeón de peso mosca de UFC y campeón del Gran Prix de peso mosca de ONE 2019, Demetrious Johnson. La pelea estaba programada para el 5 de diciembre de 2021 bajo reglas especiales y encabezaría el evento ONE X. Las rondas 1 y 3 se disputarían bajo el conjunto de reglas ONE Muay Thai, y las rondas 2 y 4 se disputarán bajo el conjunto de reglas ONE MMA. Sin embargo, debido a los cierres por la pandemia, el evento se reprogramó para ONE Championship: X el 26 de marzo de 2022. Rodtang perdió la pelea a través de una sumisión de estrangulamiento por detrás en la segunda ronda.

#### Grand Prix de Peso Mosca de Muay Thai de 2022 de ONE
La pelea contra Jacob Smith fue reagendada para ser parte de los cuartos de final del Grand Prix de Peso Mosca de Muay Thai de ONE en ONE 157, el 20 de mayo de 2022. Ganó la pelea por decisión unánime. Dicha victoria lo haría ganador de su primer premio de Actuación de la Noche.
Rodtang estaba programado para enfrentar a Savvas Michael en las semifinales del torneo en ONE on Prime Video 1, el 27 de agosto de 2022. Dos días antes de la pelea, Rodtang no entregó una muestra obligatoria para el test de hidratación y no se le permitió pesarse. Rodtang se retiró de la pelea el 25 de agosto, debido a una enfermedad.

#### Continuación de su reinado titular
Rodtang hizo la cuarta defensa de su título de Muay Thai de peso mosca de ONE contra el actual Campeón de Muay Thai de Peso Paja de ONE Joseph Lasiri, en ONE on Prime Video 4, el 19 de noviembre de 2022. Rodtang ganó la pelea por una muy dominante decisión unánime, luego de tirar a Lasiri dos veces durante pelea.
Rodtang estaba programado para enfrentar a Daniel Puertas en una pelea de kickboxing en ONE Fight Night 6, el 13 de enero de 2023. Sin embargo, se anunció que Puertas enfrentaría a Superlek Kiatmuu9 por el título de kickboxing vacante y fue reemplazado por Jiduo Yibu. Durante el pesaje, Rodtang dio 136.5 libras, 1,5 libras sobre el límite de peso mosca, por lo que la pelea prosiguió en un peso pactado. Rodtang ganó la pelea por una muy dominante decisión unánime.
Rodtang estaba programado para enfrentar a Superlek Kiatmuu9 por el Campeonato Mundial de Kickboxing de Peso Mosca de ONE el 24 de marzo de 2023, en ONE Fight Night 8. Sin embargo, Rodtang se retiró de la pelea debido a una lesión y fue reemplazado por Danial Williams.
Rodtang hizo la quinta defensa de su título de Muay Thai de peso mosca de ONE contra Edgar Tabares el 5 de mayo de 2023, en ONE Fight Night 10. Ganó la pelea por KO en el segundo asalto. Esta victoria lo hizo merecedor de un bono de Actuación de la Noche de $100.000.

##### Rodtang vs. Superlek
Rodtang estaba programado para hacer la sexta defensa de su título de Muay Thai de peso mosca de ONE contra el Campeón Mundial de Kickboxing de Peso Mosca de ONE Superlek Kiatmuu9 el 22 de septiembre de 2023, en ONE Friday Fights 34. Durante el pesaje, Superlek pesó 140 libras, 5 libras sobre el límite de peso mosca, por lo que la pelea continuó en un peso pactado a tres asaltos sin título en juego, con Superlek siendo multado con un porcentaje de su bolsa que fue hacía Rodtang. Rodtang perdió la pelea por decisión unánime.

##### Rodtang vs. Takeru
Rodtang está programado para enfrentar al ex-campeón de tres divisiones de K-1 Takeru Segawa el 28 de enero de 2024, en ONE 165. Sin embargo, Rodtang se retiró de la pelea por una lesión de brazo y fue reemplazado por Superlek Kiatmuu9.
Rodtang enfrentó a Denis Purić en una pelea de kickboxing el 8 de junio de 2024, en ONE 167. Ganó la pelea por decisión unánime.

## Vida personal
Rodtang tuvo una relación con la Campeona de Muay Thai y Kickboxing de Peso Átomo de ONE Stamp Fairtex. En febrero de 2023, se casó con la también peleadora Aida Looksaikongdin. Rodtang recibió la ordenación como Bhikkhu a principios de ese mes, pero luego de su boda anunció que se había convertido al Islam, la misma religión de Aida.

## Campeonatos y logros
- ONE Championship
  - Campeonato Mundial de Muay Thai de Peso Mosca de ONE (Una vez; actual)
    - Seis defensas titulares exitosas

  - Actuación de la Noche (Dos veces) vs. Jacob Smith y Edgar Tabares[43]
  - Pelea del año 2021 de ONE Super Series vs. Daniel Williams[50]
  - Mayor cantidad de victorias por decisión en ONE Championship (11)
  - Racha de victorias más larga en ONE Championship (14)[51]
- Rajadamnern Stadium
  - Pelea del año 2019 Rajadamnern Stadium (vs Saeksan Or. Kwanmuang)
  - Pelea del año 2018 Rajadamnern Stadium (vs Chorfah Tor.Sangtiennoi)
- Omnoi Stadium
  - Campeonato de 130 lbs de Omnoi Stadium[52]
- MAX Muay Thai
  - Campeonato de 125 libras de Max Muay Thai[53]

## Récord en Muay Thai y Kickboxing
| Récord en Muay Thai y Kickboxing                                   | Récord en Muay Thai y Kickboxing | Récord en Muay Thai y Kickboxing | Récord en Muay Thai y Kickboxing                             | Récord en Muay Thai y Kickboxing | Récord en Muay Thai y Kickboxing | Récord en Muay Thai y Kickboxing | Récord en Muay Thai y Kickboxing |
| ------------------------------------------------------------------ | -------------------------------- | -------------------------------- | ------------------------------------------------------------ | -------------------------------- | -------------------------------- | -------------------------------- | -------------------------------- |
| 272 Victorias, 43 Derrotas, 10 Empates                             |                                  |                                  |                                                              |                                  |                                  |                                  |                                  |
| Fecha                                                              | Resultado                        | Oponente                         | Evento                                                       | Localización                     | Método                           | Ronda                            | Tiempo                           |
| 08-06-2024                                                         | Victoria                         | Denis Purić                      | ONE 167                                                      | Bangkok, Tailandia               | Decisión (unánime)               | 3                                | 3:00                             |
| 22-09-2023                                                         | Derrota                          | Superlek Kiatmuu9                | ONE Friday Fights 34                                         | Bangkok, Tailandia               | Decisión (unánime)               | 3                                | 3:00                             |
| Pelea no-titular. Superlek no dio el peso.                         |                                  |                                  |                                                              |                                  |                                  |                                  |                                  |
| 05-05-2023                                                         | Victoria                         | Edgar Tabares                    | ONE Fight Night 10                                           | Broomfield, Colorado             | KO (Codazo)                      | 2                                | 1:34                             |
| Defendió el Campeonato de Muay Thai de Peso Mosca de ONE.          |                                  |                                  |                                                              |                                  |                                  |                                  |                                  |
| 13-01-2023                                                         | Victoria                         | Jiduo Yibu                       | ONE Fight Night 6                                            | Bangkok, Tailandia               | Decisión (unánime)               | 3                                | 3:00                             |
| 19-11-2022                                                         | Victoria                         | Joseph Lasiri                    | ONE on Prime Video 4                                         | Kallang, Singapur                | Decisión (unánime)               | 5                                | 3:00                             |
| Defendió el Campeonato de Muay Thai de Peso Mosca de ONE.          |                                  |                                  |                                                              |                                  |                                  |                                  |                                  |
| 20-05-2022                                                         | Victoria                         | Jacob Smith                      | ONE 157                                                      | Kallang, Singapur                | Decisión (unánime)               | 3                                | 3:00                             |
| Cuartos de Final del Grand Prix de Muay Thai de Peso Mosca de ONE. |                                  |                                  |                                                              |                                  |                                  |                                  |                                  |
| 07-04-2021                                                         | Victoria                         | Danial Williams                  | ONE on TNT 1                                                 | Kallang, Singapur                | Decisión (unánime)               | 3                                | 3                                |
| 26-02-2021                                                         | Victoria                         | Tagir Khalilov                   | ONE Championship: Fists Of Fury                              | Kallang, Singapur                | Decisión (dividida)              | 3                                | 3:00                             |
| 14-11-2020                                                         | Victoria                         | Yodkhuntap SorGor.SuNgaiGym      | Jitmuangnon + Sor.CafeMuayThai, OrTorGor.3 Stadium           | Tailandia                        | Decisión                         | 5                                | 3:00                             |
| 05-10-2020                                                         | Victoria                         | Kaonar P.K.SaenchaiMuaythaiGym   | R1 UFA, World Siam Stadium                                   | Tailandia                        | Decisión (unánime)               | 5                                | 3:00                             |
| 31-07-2020                                                         | Victoria                         | Petchdam PetchyindeeAcademy      | ONE Championship: No Surrender                               | Tailandia                        | Decisión (mayoritaria)           | 5                                | 3:00                             |
| Defendió el Campeonato de Muay Thai de Peso Mosca de ONE.          |                                  |                                  |                                                              |                                  |                                  |                                  |                                  |
| 27-02-2020                                                         | Derrota                          | Kaonar P.K.SaenchaiMuaythaiGym   | Rajadamnern Stadium                                          | Tailandia                        | Decisión                         | 5                                | 3:00                             |
| 31-01-2020                                                         | Victoria                         | Yodlekpet Or. Pitisak            | Phuket Super Fight Real Muay Thai                            | Tailandia                        | Decisión                         | 5                                | 3:00                             |
| 10-01-2020                                                         | Victoria                         | Jonathan Haggerty                | ONE Championship: A New Tomorrow                             | Tailandia                        | TKO (3 Knockdowns)               | 3                                | 2:39                             |
| Defendió el Campeonato de Muay Thai de Peso Mosca de ONE.          |                                  |                                  |                                                              |                                  |                                  |                                  |                                  |
| 13-10-2019                                                         | Victoria                         | Walter Goncalves                 | ONE Championship: Century                                    | Japón                            | Decisión (dividida)              | 5                                | 3:00                             |
| Defendió el Campeonato de Muay Thai de Peso Mosca de ONE.          |                                  |                                  |                                                              |                                  |                                  |                                  |                                  |
| 12-09-2019                                                         | Victoria                         | Saeksan Or. Kwanmuang            | Rajadamnern Stadium                                          | Tailandia                        | Decisión (unánime)               | 5                                | 3:00                             |
| 16-08-2019                                                         | Victoria                         | Saeksan Or. Kwanmuang            | Phuket Super Fight Real Muay Thai                            | Tailandia                        | Decisión                         | 5                                | 3:00                             |
| 02-08-2019                                                         | Victoria                         | Jonathan Haggerty                | ONE Championship: Dawn Of Heroes                             | Tailandia                        | Decisión (unánime)               | 5                                | 3:00                             |
| Ganó el Campeonato de Muay Thai de Peso Mosca de ONE.              |                                  |                                  |                                                              |                                  |                                  |                                  |                                  |
| 10-05-2019                                                         | Victoria                         | Sok Thy                          | ONE Championship: Warriors Of Light                          | Tailandia                        | TKO (Patadas Bajas)              | 2                                | 1:06                             |
| 31-03-2019                                                         | Victoria                         | Hakim Hamech                     | ONE Championship: A New Era                                  | Japón                            | Decisión (dividida)              | 3                                | 3:00                             |
| 07-03-2019                                                         | Victoria                         | Chorfah Tor.Sangtiennoi          | Rajadamnern Stadium                                          | Tailandia                        | Decisión                         | 5                                | 3:00                             |
| 25-01-2019                                                         | Victoria                         | Fahdi Khaled                     | ONE Championship: Hero's Ascent                              | Manila, Filipinas                | Decisión (unánime)               | 3                                | 3:00                             |
| 17-11-2018                                                         | Victoria                         | Yuki                             | RISE 129                                                     | Japón                            | Decisión (unánime)               | 3                                | 3:00                             |
| 25-10-2018                                                         | Derrota                          | Rungkit Morbeskamala             | Rajadamnern Stadium                                          | Tailandia                        | Decisión                         | 5                                | 3:00                             |
| Por el título de las 130 lbs de Rajadamnern Stadium.               |                                  |                                  |                                                              |                                  |                                  |                                  |                                  |
| 22-09-2018                                                         | Victoria                         | Sergio Wielzen                   | ONE Championship: Conquest of Heroes                         | Yakarta, Indonesia               | Decisión (unánime)               | 3                                | 3:00                             |
| 30-08-2018                                                         | Victoria                         | Chorfah Tor.Sangtiennoi          | Rajadamnern Stadium                                          | Tailandia                        | Decisión                         | 5                                | 3:00                             |
| 07-08-2018                                                         | Victoria                         | Superbank Mor Ratanabandit       | Wandetchit + Birthday Supit + Muaydee VitheeThai Super Fight | Tailandia                        | Decisión                         | 5                                | 3:00                             |
| 12-07-2018                                                         | Victoria                         | Mongkonkeaw Sor.Sommai           | Rajadamnern Stadium                                          | Tailandia                        | KO (Gancho de izquierda)         | 4                                |                                  |
| 16-06-2018                                                         | Derrota                          | Tenshin Nasukawa                 | RISE 125                                                     | Japón                            | Decisión en Asalto Extra         | 6                                | 3:00                             |
| Por el título kickboxing de peso pluma de RISE.                    |                                  |                                  |                                                              |                                  |                                  |                                  |                                  |
| 23-05-2018                                                         | Victoria                         | Rodlek Jaotalaytong              | Rajadamnern Stadium                                          | Tailandia                        | Decisión                         | 5                                | 3:00                             |
| 28-04-2018                                                         | Victoria                         | Phetnamngam Aor.Kwanmuang        | Siam Omnoi Stadium                                           | Tailandia                        | Decisión                         | 5                                | 3:00                             |
| Defendió el título de las 130 lbs de Omnoi Stadium.                |                                  |                                  |                                                              |                                  |                                  |                                  |                                  |
| 28-03-2018                                                         | Victoria                         | Suakim PK Saenchaimuaythaigym    | WanParunchai + Poonseua Sanjorn                              | Tailandia                        | Decisión                         | 5                                | 3:00                             |
| 08-02-2018                                                         | Victoria                         | Petchdam PetchyindeeAcademy      | Rajadamnern Stadium                                          | Tailandia                        | Decisión                         | 5                                | 3:00                             |
| 17-0-2018                                                          | Victoria                         | Phetnamngam Aor.Kwanmuang        | Big One Super Fight promotion                                | Tailandia                        | Decisión                         | 5                                | 3:00                             |
| 21-12-2017                                                         | Victoria                         | Mongkonkeaw Sor.Sommai           | Rajadamnern Stadium                                          | Tailandia                        | Decisión                         | 5                                | 3:00                             |
| 28-11-2017                                                         | Victoria                         | Pakkalek Tor.Laksong             | Lumpinee Stadium                                             | Tailandia                        | Decisión                         | 5                                | 3:00                             |
| 03-11-2017                                                         | Victoria                         | PhetMorakot Sor.Sommai           | Lumpinee Stadium                                             | Tailandia                        | Decisión                         | 5                                | 3:00                             |
| 30-09-2017                                                         | Empate                           | Ncedo Gomba                      | Top King World Series 29                                     | Tailandia                        | Decisión                         | 3                                | 3:00                             |
| 09-09-2017                                                         | Victoria                         | Mongkonkeaw Sor.Sommai           | Samui Fight promotion                                        | Tailandia                        | Decisión                         | 5                                | 3:00                             |
| Defendió el título de las 130 lbs de Omnoi Stadium.                |                                  |                                  |                                                              |                                  |                                  |                                  |                                  |
| 18-08-2017                                                         | Victoria                         | Sakchainoi M.U.Den               |                                                              | Tailandia                        | KO (Golpes)                      | 3                                |                                  |
| 29-07-2017                                                         | Victoria                         | Chai Sor.Jor.Toypadriew          | Omnoi Stadium                                                | Tailandia                        | Decisión                         | 5                                | 3:00                             |
| Ganó el título vacante de las 130 lbs de Omnoi Stadium.            |                                  |                                  |                                                              |                                  |                                  |                                  |                                  |
| 09-07-2017                                                         | Victoria                         | Yang Ming                        | Topking World Series - EM Legend 21                          | China                            | KO (Golpes al Cuerpo)            | 2                                |                                  |
| 11-06-2017                                                         | Victoria                         | Kom Awute F.A.Group              | Omnoi Stadium                                                | Tailandia                        | Decisión                         | 5                                | 3:00                             |
| 27-05-2017                                                         | Victoria                         | Keisuke Niwa                     | Topking World Series                                         | China                            | Decisión                         | 3                                | 3:00                             |
| 04-05-2017                                                         | Derrota                          | Petchdam PetchyindeeAcademy      | Rajadamnern Stadium                                          | Tailandia                        | Decisión                         | 5                                | 3:00                             |
| 06-04-2017                                                         | Derrota                          | Kaimukkao Por.Thairongruangkamai | Rajadamnern Stadium                                          | Tailandia                        | Decisión                         | 5                                | 3:00                             |
| 26-02-2017                                                         | Victoria                         | Sibsaen Tor.Iewjaroentongpuket   | Channel 7 Boxing Stadium                                     | Tailandia                        | Decisión                         | 5                                | 3:00                             |
| 28-01-2017                                                         | Victoria                         | Mongkonkeaw Sor.Sommai           | Nontaburi Stadium                                            | Tailandia                        | Decisión                         | 5                                | 3:00                             |
| 17-12-2016                                                         | Victoria                         | Densiam Sor Phansuan             | Siam Omnoi Stadium                                           | Tailandia                        | TKO (Gancho de Derecha)          |                                  |                                  |
| 02-10-2016                                                         | Victoria                         | Chartchay Siapanont              | Nontaburi Stadium                                            | Tailandia                        | Decisión                         | 5                                | 3:00                             |
| 08-09-2016                                                         | Derrota                          | Audnoi Kaokraigym                |                                                              | Tailandia                        | Decisión                         | 5                                | 3:00                             |
| 02-08-2016                                                         | Victoria                         | Chailek Khwaithonggym            |                                                              | Tailandia                        | TKO (Paro del Réferi/Golpes)     |                                  |                                  |
| 31-07-2016                                                         | Victoria                         | Singtong Sor.Yingjaroenkanchang  | Nontaburi Stadium                                            | Tailandia                        | Decisión                         | 5                                | 3:00                             |
| 21-04-2016                                                         | Victoria                         | Tanoonsueklek Aor.Kwanmuang      |                                                              | Tailandia                        | KO                               | 3                                |                                  |
| 03-02-2016                                                         | Victoria                         | Petchprakan Kor. Klanbut         | MAX Muay Thai Stadium                                        | Tailandia                        | Decisión                         | 5                                | 3:00                             |
| Defendió el título de 125 lbs de MAX Muay Thai.                    |                                  |                                  |                                                              |                                  |                                  |                                  |                                  |
| 02-01-2016                                                         | Victoria                         | Petchprakan Kor. Klanbut         | MAX Muay Thai Stadium                                        | Tailandia                        | Decisión                         | 5                                | 3:00                             |
| Ganó el titulo vacante de las 125 lbs de MAX Muay Thai.            |                                  |                                  |                                                              |                                  |                                  |                                  |                                  |
| 02-01-2016                                                         | Victoria                         | Nuathoranee Samchaivisetsuk      | MAX Muay Thai Stadium                                        | Tailandia                        | KO (Golpes)                      | 2                                |                                  |
| 06-09-2015                                                         | Victoria                         | Chaichan Sitkaowpraphon          | Rajadamnern Stadium                                          | Tailandia                        | Decisión                         | 5                                | 3:00                             |
| 18-01-2015                                                         | Derrota                          | Yodphet Paengkongprab            | Channel 7 Boxing Stadium                                     | Tailandia                        | KO                               | 5                                | 3:00                             |
| 30-11-2014                                                         | Victoria                         | Koh Samui Jaotalaytong           | Rajadamnern Stadium                                          | Tailandia                        | Decisión                         | 5                                | 3:00                             |
| 20-10-2013                                                         | Derrota                          | Sangtien Sor.Sornsing            | Channel 7 Boxing Stadium                                     | Tailandia                        | KO (Codazo Izquierdo)            | 4                                |                                  |
| 28-08-2013                                                         | Victoria                         | Thanutong Sor Chokkitchai        | Rajadamnern Stadium                                          | Tailandia                        | Decisión                         | 5                                | 3:00                             |
| 19-07-2013                                                         | Victoria                         | Chalamkao Sitsorot               | Lumpinee Stadium                                             | Tailandia                        | Decisión                         | 5                                | 3:00                             |
| 2013-                                                              | Victoria                         | Puenkon Tor.Surat                | Thepprasit Stadium                                           | Tailandia                        | Decisión                         | 5                                |                                  |